# Mellangård

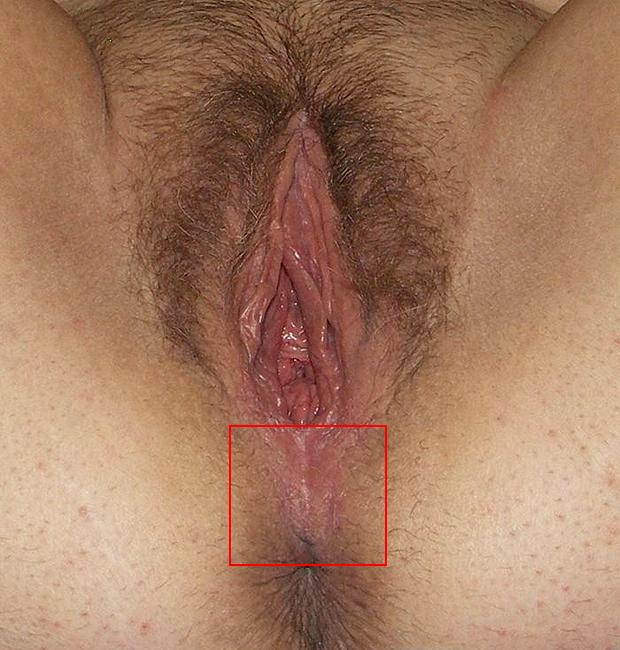
Perineum hos en kvinna.

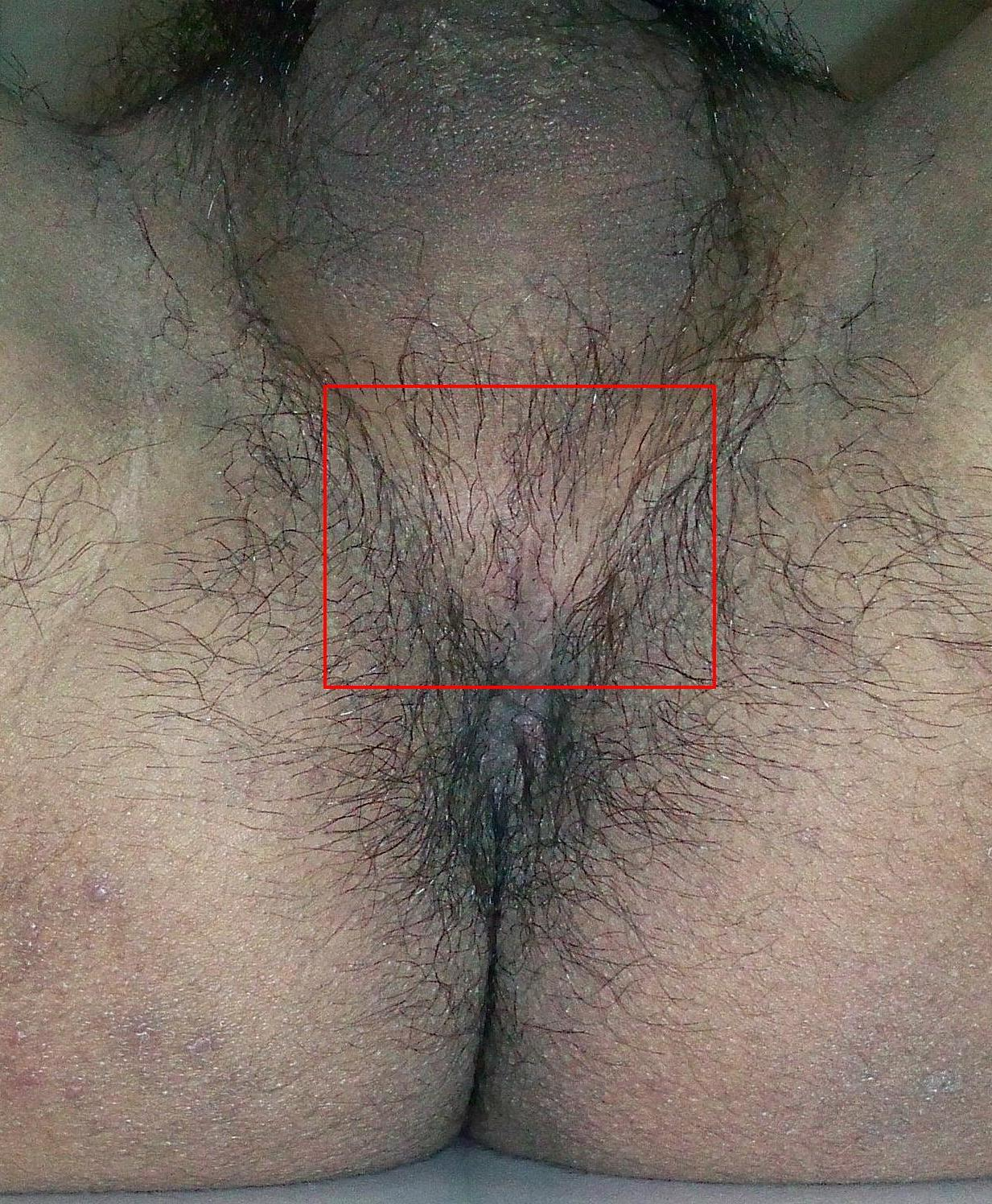
Perineum hos en man.

Mellangård eller perineum är den region av kroppen som finns mellan anus och könsorgan. Området utmärks av en mer eller mindre synlig hudsöm som kallas raphe, en rest av fosterutvecklingen. Både män och kvinnor kan uppleva mellangården som en erogen zon då den är känslig för beröring, både av smekningar och tryck. Det beror på att områdets muskulatur är rik på nerver och blodkärl. Vävnaden under huden gränsar också till området runt mannens prostatakörtel, en punkt som är känslig för sexuell stimulans och därför även kallas mannens G-punkt.
Vid en förlossning kan det hända att vävnaden i mellangården på kvinnan tänjs allt för mycket och spricker. För att undvika sådana okontrollerade sprickor, eller för att påskynda en långsam och för barnet farlig förlossning, händer det att barnmorskan lägger ett snitt i mellangården, vilket kallas för episiotomi. I Sverige är rutinmässiga snitt ovanliga, men de utförs på andra håll i världen, även om de medicinskt inte är nödvändiga och kan ha negativa effekter. Om ett sådant snitt, eller spontan sprickbildning, läker dåligt kan det påverka kvinnans sexuella förmåga. Vid svårartade fall kan det också leda till avföringsinkontinens.

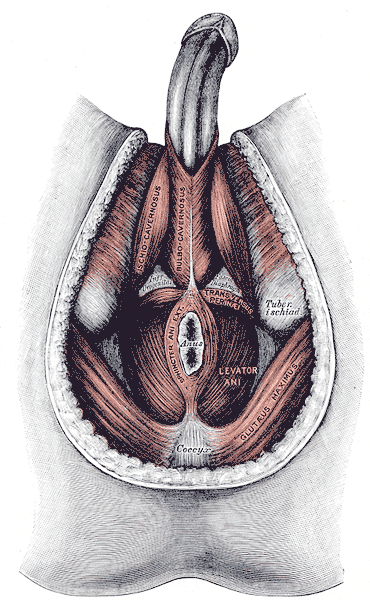
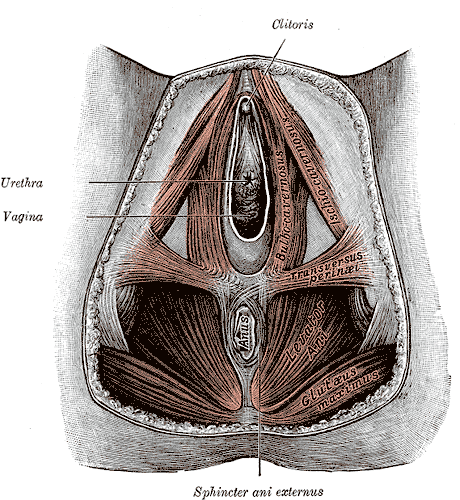